# Pheia daphaena
Pheia daphaena är en fjärilsart som beskrevs av George Francis Hampson 1898. Pheia daphaena ingår i släktet Pheia och familjen björnspinnare. Inga underarter finns listade i Catalogue of Life.